# Элементарный сюжет
Элемента́рный сюже́т (ЭС) — термин, введённый[когда?] литовской фольклористкой Брониславой Кербелите для обозначения основной единицы сюжетной структуры текста сказки.
Учёная объясняет значение термина так: «Элементарный сюжет — это такие фрагменты текста или самостоятельные тексты, в которых изображается одно столкновение двух персонажей или их групп (иногда — столкновение персонажа с объективными условиями) при достижении героем одной цели. Героем ЭС считается тот персонаж, судьба которого в нём изображается; цель героя устанавливается по достигнутому позитивному или негативному результату столкновения».
В каждом элементарном сюжете обязательно присутствуют три элемента структуры — начальная ситуация, акция героя и результат.
Керберлите выделяет пять больших классов ЭС:
- стремление к свободе от чужих и к господству над ними;
- добывание средств существования или объектов, создающих удобство;
- стремление к равноправному или высокому положению в семье, роду или в обществе;
- поиски невесты или жениха;
- стремление к целостности или полноценности рода или семьи.

Для других видов фольклора исследователи могут выделять другой набор классов ЭС. Например, для эпических сюжетов могут быть выделены 8 классов Элементарных Эпических Сюжетов.